# Tri-Lakes
Tri-Lakes é uma Região censo-designada localizada no estado americano de Indiana, no Condado de Whitley.

## Demografia
Segundo o censo americano de 2000, a sua população era de 3925 habitantes.

## Geografia
De acordo com o United States Census Bureau tem uma área de
93,4 km², dos quais 91,1 km² cobertos por terra e 2,3 km² cobertos por água.

## Localidades na vizinhança
O diagrama seguinte representa as localidades num raio de 20 km ao redor de Tri-Lakes.